# Klaus Croissant
Klaus Croissant (Kirchheim unter Teck, Baden-Württemberg, 24 de maig de 1931 - Berlín, 28 de març de 2002) va ser un advocat penalista alemany, conegut com el lletrat de la defensa d'Andreas Baader en el judici de Stammheim contra els líders de la Fracció de l'Exèrcit Roig (RAF). El 1979 va ser condemnat per donar suport al grup armat i, més tard, va ser políticament actiu per a la Llista Alternativa de Berlín Occidental i, després, pel Partit del Socialisme Democràtic.

## Trajectòria
Croissant va ser l'advocat defensor d'Andreas Baader en el judici de Stammheim. El 4 de desembre de 1974 va convèncer el filòsof francès Jean-Paul Sartre per a que visités el reclús a Stammheim. Mentre que el judici encara estava en curs, el 12 de març de 1975 va ser expulsat del tribunal i el 23 de juny detingut i acusat de donar suport a l'organització armada. Juntament amb Hans-Christian Ströbele i Kurt Groenewold, va ser acusat d'ajudar a mantenir el sistema de comunicació entre els presos de la RAF mitjançant la retransmissió de circulars cel·lulars. El 8 d'agost de 1975 es va suspendre l'ordre de detenció amb condicions. Posteriorment va participar com a marmessor del testament d'Ulrike Meinhof i va tenir un paper destacat a la Comissió Internacional d'Investigació que intentava esclarir les circumstàncies de la seva mort. En ella va qüestionar el suïcidi de Meinhof i, a l'informe final, va argumentar que Meinhof havia estat assassinada a la seva cel·la. L'11 de juliol de 1977 davant d'una amenaça d'arrest va decidir refugiar-se a França, on va sol·licitar asil polític. No obstant això, hi va ser detingut el 30 de setembre durant la Tardor alemanya.
En una declaració signada per més de 200 personalitats franceses, entre elles els filòsofs i escriptors Jean-Paul Sartre, Simone de Beauvoir, Françoise Sagan i Régis Debray, es va demanar a les autoritats judicials franceses que no extradissin Croissant a la República Federal d'Alemanya, ja que seria un procés polític. La declaració conjunta deia: «Les autoritats alemanyes s'evoquen sobre la persona de Croissant perquè va tenir el coratge de defensar els presos polítics que no consideren dignes de defensa».
El 17 de novembre de 1977 va ser extradit a la República Federal d'Alemanya i el 16 d'abril de 1979 condemnat a dos anys i mig de presó per recolzar una organització terrorista. Complementàriament va rebre una sanció d'inhabilitació professional per un període de quatre anys.
Segons l'advocat Oliver Tolmein, Croissant va ser «un advocat que entenia la justícia com una cosa política i per a qui la línia entre la defensa dels seus clients i el compromís polític no es va traçar mai de forma clara». Així mateix, l'historiador Michael März el va veure com l'encarnació del «tipus d'advocat que se sacrifica i quasi lluita». L'abril de 2002, en l'obituari de Croissant publicata a Der Spiegel, va escriure: «A principis dels anys setanta, va ser un dels advocats defensors d'Ulrike Meinhof i Baader, el seu despatx d'advocats es va convertir en l'oficina de contractació de l'extrema esquerra de la RAF i la interfície entre els empresonats i els seus ajudants a fora».
Després de sortir de la presó, va recuperar la llicència per a exercir l'advocacia i va tornar a treballar com a advocat de defensa penal a Berlín. Durant aquell temps va començar a treballar per al Ministeri de Seguretat de l'Estat de la República Democràtica Alemanya, també conegut com a Stasi, que el va contractar l'any 1981 com a empleat no oficial «IM Thaler». També van reclutar la seva parella, l'editora del Taz i més tard eurodiputada dels Verds, Brigitte Heinrich, i la va dirigir com a instructora i missatgera fins a la seva mort el 1987.
Croissant va ser membre de la candidatura electoral Llista Alternativa, de Berlín Occidental i, juntament amb el verd Dirk Schneider, també membre de l'Stasi, va intentar trobar-hi partidaris polítics. La candidatura de Croissant al càrrec d'alcalde del districte de Kreuzberg, per a la Llista Alternativa, no va tenir èxit. El 1990 es va incorporar al Partit del Socialisme Democràtic (PDS). L'any 1992, quan es van conèixer les seves activitats d'espionatge per a la RDA, va ser detingut sota l'acusació de ser un agent dels serveis secrets i va perdre la majoria dels seus contactes i amics a l'escena. L'octubre de 1992 va dir en una entrevista: «No es tractava de trair cap esquerranista. La gent amb qui vaig parlar no eren enemics d'aquesta gent. Després de tot, l'objectiu era millorar el nivell de coneixement del costat de la RDA sobre l'esquerra fora del partit fraternal del Partit Socialista Unificat d'Alemanya (PSUA), el Partit Comunista Alemany (DKP), i Berlín Oriental hi tenia un interès legítim».
L'abril de 1993 va ser sentenciat a una condemna suspesa de 21 mesos de presó per treballar com a agent de serveis secrets estrangers. Segons Oliver Tolmein, no va poder veure fins al final «que la cooperació amb l'Estat, que sempre havia considerat la millor Alemanya, fos un error».